# Église Saint-Sauveur d'Ham-en-Artois
L'église Saint-Sauveur (picard : église Saint-Seuveu) est une église catholique située à Ham-en-Artois, en France.

## Localisation
L'église est située dans le département français du Pas-de-Calais, sur la commune d'Ham-en-Artois.

## Historique
L'église et le logis des abbés sont les seuls éléments qui subsistent de l'abbaye. Elle fut fondée en 1080 par Enguerrand, le seigneur de Lillers, lors de son retour d'un pèlerinage qu'il fit avec Bauduin, le comte de Guînes, à Saint-Jacques de Compostelle. À sa création, l'église fut rattachée à l'abbaye Saint-Sauveur de Charroux qui observait la règle de l'ordre de Saint-Benoît, puis elle devint indépendante en 1252. 

- Nef XIIe voûtée XIXe
- Collatéral et croisillon nord XIIe et XVe
- Collatéral et croisillon sud XIIe et XVIIe
- Clocher Renaissance 1681
- Chœur Renaissance 1695

L'édifice est classé au titre des monuments historiques en 1913 et 1980.